# Paul Marthès
Ferdinand Pierre Louis Mauhin dit Paul Marthès ou Marthès, né le 22 août 1876 dans le 18e arrondissement de Paris et mort à une date indéterminée après avril 1939, est un acteur de théâtre et de cinéma français.

## Biographie
Fils du ténor et régisseur de théâtre Pierre Louis Mauhin dit Mauhin-Martès, officier d'Académie, Paul Marthès débute comme chanteur lyrique à Saint-Étienne,,,.
En 1902, il se produit comme chanteur de genre au festival de la Lyre de Limoges, à la manière d'un Tramel, soit sous son nom, soit sous le seul pseudonyme de Marthès, au Casino-Kursaal à Lyon, ainsi qu'à Cette ou à l'Alkasar Kursaal de Dijon.
Son nom n'apparaît plus dans la presse entre juin 1914 et septembre 1917, ce qui semble indiquer qu'il a été mobilisé pendant toute cette période.
En 1917, il est grand premier comique à l'Apollo et se produit un mois durant au Nouveau-Théâtre d'Alger avec la troupe d'opérette franco-anglaise de Charles Selric,,,,,. 
En 1921, il est permanent à la Gaîté-Montparnasse
Il débute au cinéma en 1927.
En 1929, avec le second rôle qu'il tient dans Topaze de Marcel Pagnol lors la tournée principale Boulay-Arnaudy, il assure plus de 1200 représentations en moins de 3 ans et acquiert une forte popularité.
Cette reconnaissance tardive lui ouvre les portes de grands théâtres parisiens comme le théâtre du Palais-Royal, le théâtre de l'Ambigu et surtout le théâtre de l'Atelier où sa rencontre avec Charles Dullin va être déterminante et lui permettre de quitter enfin son personnage de comique excentrique et d'accéder à des rôles plus consistants dans des pièces d'auteurs dramatiques classiques ou modernes reconnus.
Il perd son fils Roger en décembre 1933 des suites d'une longue maladie à l'âge de 19 ans.
On perd définitivement sa trace au début de 1939 après un dernier rôle au cinéma dans Petite Peste de Jean de Limur sorti sur les écrans parisiens en février et, au théâtre, dans Volpone représenté à Marseille en avril de la même année. Il a alors 62 ans.

## Théâtre
- 1909 : Démolissons !, de Jules Dumas, au Casino-Kursaal de Grenoble (6 janvier)[15]
- 1909 : Le nommé Tartempion, acte de Benjamin Lebreton et Saint-Paul, à l'Alcazar-Kursaal de Dijon[16]
- 1909 : Ma Colonelle, d'Henry Moreau et Alphonse Gramet, à l'Apollo-Cristal de Toulouse (19 juin) : Bréchu
- 1909 : La D'moiselle de chez Maxime, de Gardel-Hervé d'après la pièce de Georges Feydeau, à l'Apollo-Cristal de Toulouse (4 juillet) : le docteur Patapon
- 1909 : Monsieur et Madame Sans-Gêne, de Jean Bastia et Paul Chambot[b] d'après la comédie de Victorien Sardou, à l'Apollo-Cristal de Toulouse
- 1909 : La Petite Carmen, d'Henry Moreau et Saint-Cyr, à l'Apollo-Cristal de Toulouse (23 juillet) : le renondeur
- 1910 : Son Excellence n'est pas de bois, de Marc Bonis-Charancle[17]
- 1912 : Monsieur chasse, de Georges Feydeau, au Casino-Théâtre de Genève (janvier)
- 1912 : Penses-tu qu'on aura la gare ?, de Martin et Henriot, au Casino-Théâtre de Genève (février)
- 1914 : Mon cher Maître, d'Édouard Loisel et Édouard Noël, au Casino du Creusot (mai)
- 1914 : Le Truc d'Octave, de Daniel Jourda[18], au Casino du Creusot (juin)[19]
- 1917 : Miss Bridget, d'Adolphe Couturet[20], au Nouveau-Théâtre d'Alger (20 septembre) : Chique[21]
- 1917 : Félicien, ou Mam'zelle Gros Lot, d'André Mas, au Nouveau-Théâtre d'Alger (27 septembre) : Félicien[22]
- 1917 ; Le Légionnaire, de Victor Roullet, au Nouveau-Théâtre d'Alger[23]
- 1917 : Le Capricorne, de Lévy et Paul Meyan, Nouveau-Théâtre d'Alger (4 octobre)[24]
- 1917 : Le Grand Mogol, d'Edmond Audran, livret d'Alfred Duru et Henri Chivot, Nouveau-Théâtre d'Alger (16 novembre)
- 1919 : Le Petit Tapioca, d'Adolphe Couturet, et Depuis six mois, Casino de Nancy (août)[25]
- 1921 : Le Crime du Bouif, d'André Mouëzy-Éon et Georges de la Fouchardière, à l'Eldorado (5 février) puis en tournée[26]
- 1924 : Le Prince Jean, de Charles Méré, au théâtre des Variétés de Toulouse (avril) : le patron du café
- 1927 : Le Vin nouveau / Viens avec nous, petit !, de Jacques Deval d'après Fata Morgana d'Ernest Vajda, théâtre de la Renaissance (27 janvier) : M. Blazier[27]
- 1927 : Monsieur de Saint-Obin, d'André Picard et H.M. Harwood, au théâtre de la Renaissance (1er juin) puis en tournée : Carquefou
- 1927 : Le Chasseur de chez Maxim's, comédie d'Yves Mirande et Gustave Quinson, au théâtre de l'Alhambra de Lille (septembre) : le chanoine
- 1927 : Charly, de Val et André Jager-Schmidt, au Casino de Vichy (octobre) : le mari
- 1927 : La Sonnette d'alarme, de Maurice Hennequin et Romain Coolus, au Casino de Vichy (octobre)
- 1928 : Le Temps des cerises, de Yoris d'Hansewick et Pierre de Wattyne, au théâtre de l'Alhambra de Lille (juillet)
- 1928 : Beulemans à Marseille, de Frantz Fonson, théâtre de l'Alhambra de Lille (août) : Marius Costebelle[28]
- 1929 : J'aurais Lulu, d'Henry de Gorsse et André Mycho, au théâtre de l'Alhambra de Lille (avril) : Bardonnèche
- 1929 : Topaze, de Marcel Pagnol[29] puis en tournée pour plus de 1200 représentations.
- 1933 : La Demoiselle de Mamers, pièce en 3 actes d'Yves Mirande et Gustave Quinson, au théâtre du Palais-Royal (6 avril) : l'évêque
- 1934 : Pleine Lune !, de Pol Eber, mise en scène de Pierre Sailhan, au théâtre de Dix-Francs (16 novembre) puis en tournée : Oscar Leblond[30]
- 1935 : Le Cocu magnifique, de Fernand Crommelynck, au théâtre des Mathurins (30 septembre) : le bourgmestre[31]
- 1935 : Le Faiseur, de Simone Jollivet d'après Honoré de Balzac, théâtre de l'Atelier (décembre) : Brédif
- 1936 : Le Camelot, de Roger Vitrac, mise en scène de Charles Dullin, théâtre de l'Atelier, (13 octobre) : François Lacassagne
- 1936 : Scaramouche au Théâtre des Mathurins[32]
- 1936 : L'Ours et le Pacha, d'Eugène Scribe adaptée par Charles Vildrac et Henriette Pascar, théâtre des Mathurins (28 décembre) : l'ours
- 1937 : Jules César, de William Shakespeare, mise en scène de Charles Dullin, théâtre de l'Atelier (13 janvier) : Popilius Lena
- 1937 : Atlas-Hôtel, d'Armand Salacrou, mise en scène de Charles Dullin, théâtre de l'Atelier (3 mai) : le caïd[33]
- 1937 : Les Oiseaux, d'Aristophane, mise en scène de Charles Dullin, théâtre de verdure de Cauterets (25 août) : l'homme politique[34]
- 1937 : L'Opéra de quat'sous, de Bertolt Brecht, théâtre de l'Étoile (28 septembre) : un bandit
- 1937 : Gustave, de Georges Pacaud, au théâtre des Deux-Masques (18 décembre) : Gustave
- 1938 : L'Angélus de Millet, Studio de Télévision des P.T.T. (29 mai) : Jean-François Millet[35]
- 1938 : La Terre est ronde, d'Armand Salacrou, mise en scène de Charles Dullin, au théâtre de l'Atelier (8 novembre) : le boucher[36]
- 1939 : Volpone, de Stefan Zweig et Jules Romains d'après la pièce de Ben Jonson, Grand-Théâtre de Lille (25 mars) et théâtre du Gymnase de Marseille (4 avril) : le juge[37].

## Cinéma
- 1927 : Fleur d'amour, de Marcel Vandal
- 1931 : Monsieur le maréchal, de Carl Lamac : Janning
- 1932 : L'Amour et la Veine, de Monty Banks : le maître d'hôtel
- 1933 : Direct au cœur, d'Alexandre Arnaudy et Roger Lion : Rodibois
- 1933 : Trois Balles dans la peau de Roger Lion : Casimir
- 1933 : Bagnes d'enfants de Georges Gauthier
- 1933 : La Cloche et Cie, de Georges Monca
- 1934 : La Femme idéale, d'André Berthomieu : Mignon
- 1934 : Les Bleus de la marine, de Maurice Cammage : le premier adjoint
- 1934 : Minuit, place Pigalle, de Roger Richebé
- 1935 : La Torture, court-métrage de Roger Capellani
- 1935 : Vilaine histoire, court-métrage de Christian-Jaque
- 1935 : Le Tampon du colonel, de Max Lerel et Georges Pallu
- 1935 : La Rosière des halles, de Jean de Limur
- 1935 : Jim la Houlette, d'André Berthomieu
- 1935 : Fanfare d'amour, de Richard Pottier
- 1935 : Son frère de lait (court-métrage), de Max Lerel et Georges Pallu : le colonel[38]
- 1935 : Le Vase étrusque (court-métrage), de Max Lerel et Georges Pallu
- 1935 : Mademoiselle Mozart, d'Yvan Noé : le monsieur au chien
- 1935 : Paris mes amours, de Lucien Blondeau[39]
- 1935 : Jeunesse d'abord, de Jean Stelli et Claude Heymann[40]
- 1936 : Les Gaietés de la finance, de Jack Forrester : le médecin
- 1936 : Avec le sourire, de Maurice Tourneur
- 1936 : Faites comme chez moi (court-métrage), de Pierre Lafond
- 1936 : Trois jours de perm', de Georges Monca et Maurice Kéroul
- 1937 : Le Porte-veine, d'André Berthomieu : le passager de l'ascenseur
- 1937 : L'Alibi, de Pierre Chenal : le gros danseur
- 1938 : L'Affaire Lafarge, de Pierre Chenal : le curé
- 1938 : Le Petit Chose, de Maurice Cloche : le portier
- 1938 : Clodoche, de Raymond Lamy et Claude Orval : Bombasset
- 1938 : La Maison du Maltais, de Pierre Chenal : un badaud
- 1938 : Katia, de Maurice Tourneur : l'ambassadeur turc
- 1938 : Le Héros de la Marne, d'André Hugon : le curé
- 1939 : Petite Peste, de Jean de Limur : l'aubergiste